# Les Forges (Creuse)
Les Forges est une  ancienne commune française située dans le département de la Creuse et la région Nouvelle-Aquitaine. Elle a fusionné avec la commune de Gouzon en 1972.

## Géographie

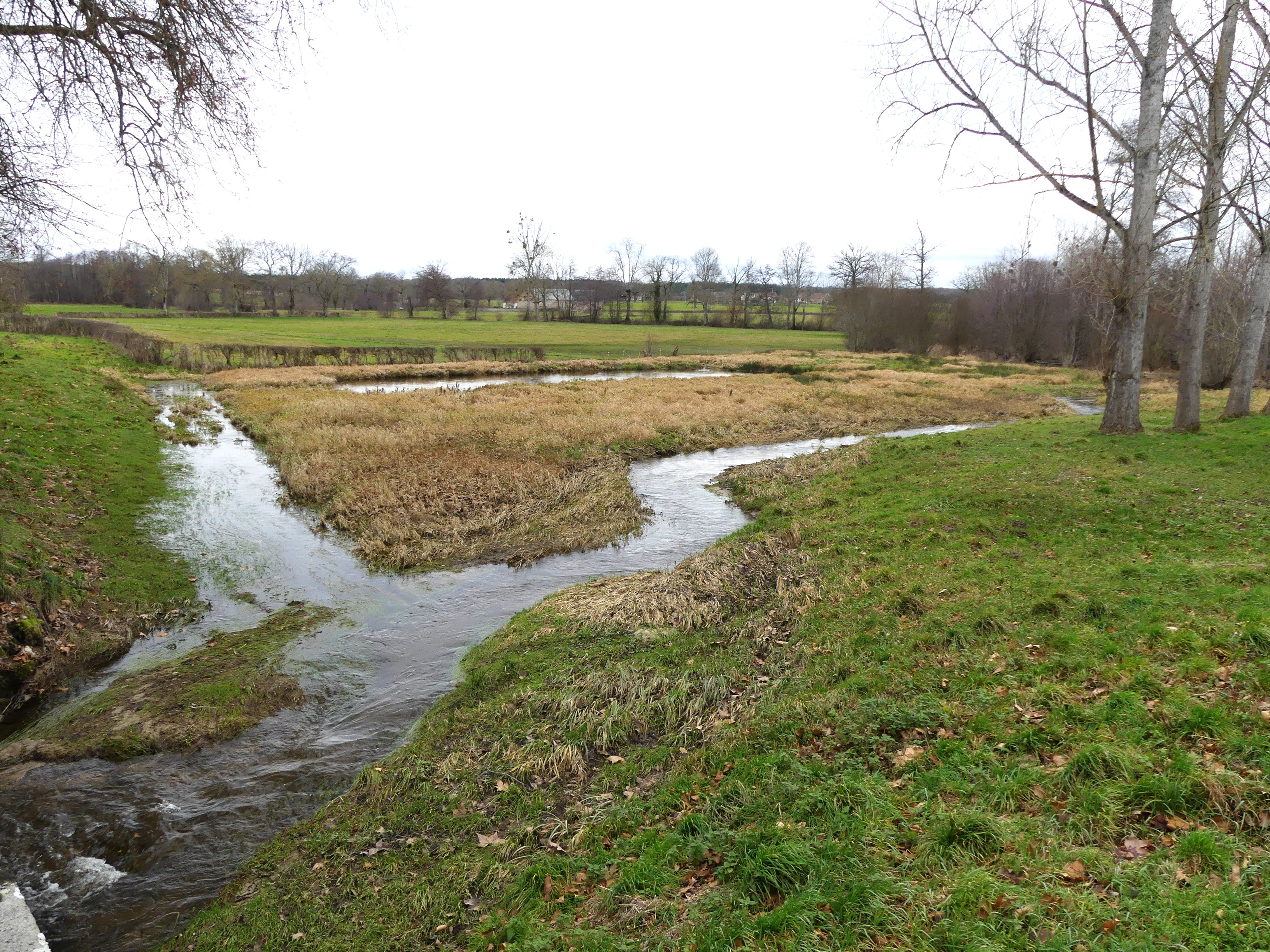
Au sud du village des Forges, la Goze venant de la droite reçoit un affluent venant d'en haut à gauche.

Dans le quart nord-est du département de la Creuse, le territoire des Forges se situait au sud-ouest de la ville de Gouzon, entre Gouzougnat et Gouzon. Il est arrosé par la Goze, affluent de rive gauche de la Voueize. En 1871, sur le tableau d'assemblage du cadastre napoléonien de la commune, celle-ci était délimitée par Parsac au nord, Gouzon à l'est, Saint-Chabrais au sud et Gouzougnat à l'ouest
Traversé par la route départementale 7 et bordé au sud par la Goze, le petit bourg des Forges est situé, en distances orthodromiques, trois kilomètres au sud-ouest du centre-ville de Gouzon, vingt-six kilomètres au nord de la sous-préfecture Aubusson et autant à l'est de la préfecture Guéret.

## Histoire
Ancienne paroisse, la commune des Forges est créée dans les premières années de la Révolution française.
Le 1er novembre 1972, elle fusionne avec celle de Gouzon sous le régime de la fusion simple.

## Démographie
| 1793 | 1800 | 1806 | 1821 | 1831 | 1836 | 1841 | 1846 |
| ---- | ---- | ---- | ---- | ---- | ---- | ---- | ---- |
| 131  | 147  | 149  | 148  | 144  | 140  | 149  | 153  |

| 1851 | 1861 | 1866 | 1872 | 1876 | 1881 | 1886 | 1891 |
| ---- | ---- | ---- | ---- | ---- | ---- | ---- | ---- |
| 147  | 153  | 139  | 142  | 145  | 143  | 158  | 158  |

| 1896 | 1901 | 1906 | 1911 | 1921 | 1926 | 1931 | 1936 |
| ---- | ---- | ---- | ---- | ---- | ---- | ---- | ---- |
| 156  | 174  | 168  | 149  | 119  | 103  | 112  | 104  |

| 1946 | 1954 | 1962 | 1968 | - | - | - | - |
| ---- | ---- | ---- | ---- | - | - | - | - |
| 95   | 84   | 81   | 72   | - | - | - | - |

## Lieux et monuments
- Église Saint-Nicolas des Forges édifiée au XIIe siècle et modifiée du XIVe au XIXe siècle[5]. Ornées de peintures murales, l'abside et la travée droite de son chœur sont classées en 1969 au titre des monuments historiques[5] ; les façades et toitures de la nef et du clocher sont inscrites en 1973[5]. Elle présente des peintures monumentales réalisées entre le XIIIe et le XVIe siècle, classées en 1968 au titre des monuments historiques[6]. L'ensemble du maître-autel du XVIIe ou XVIIIe siècle est inscrit depuis 2006[7]
- Monument aux morts de l'ancienne commune.

## Galerie de photos

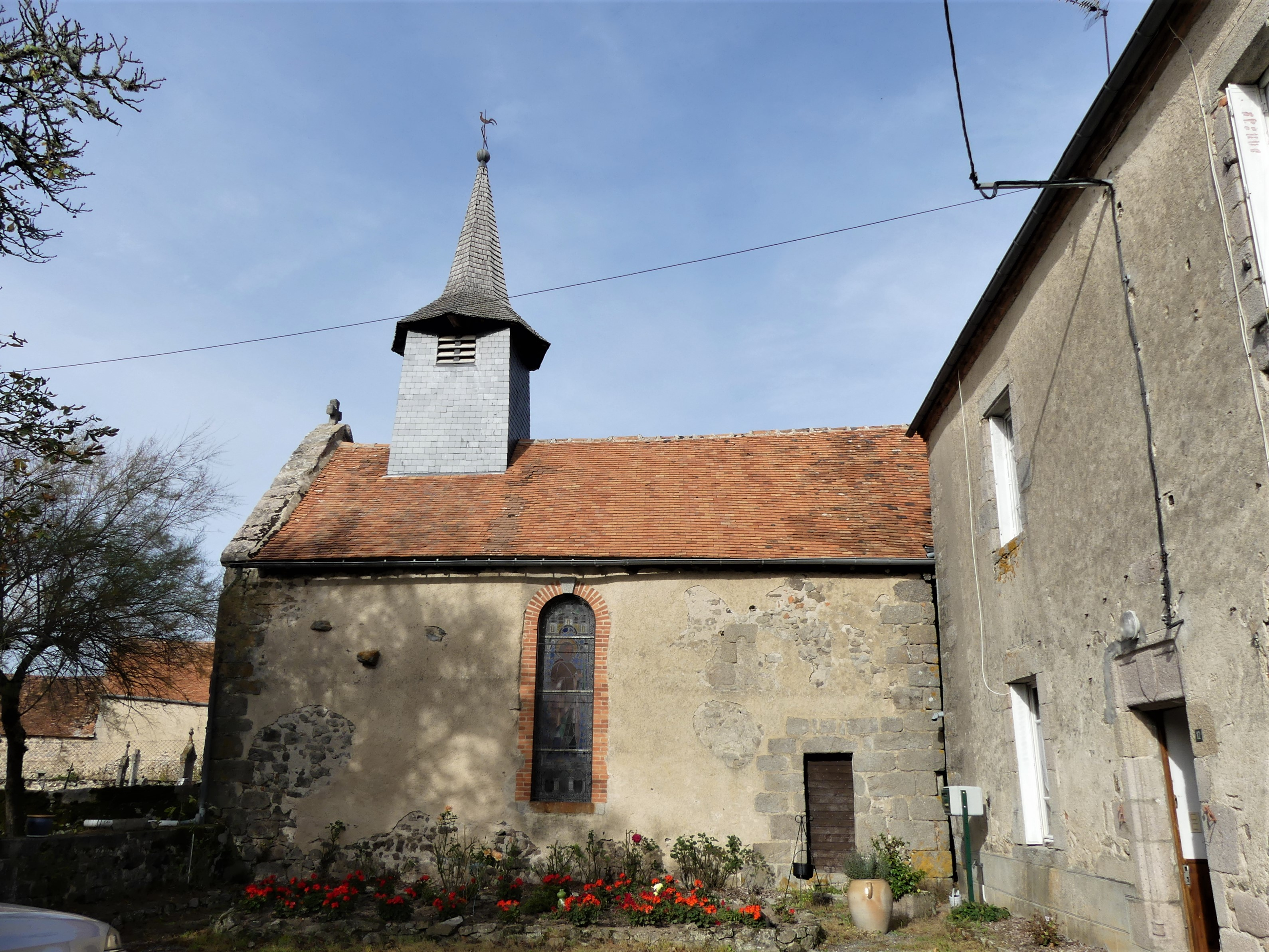
La façade sud de l'église.
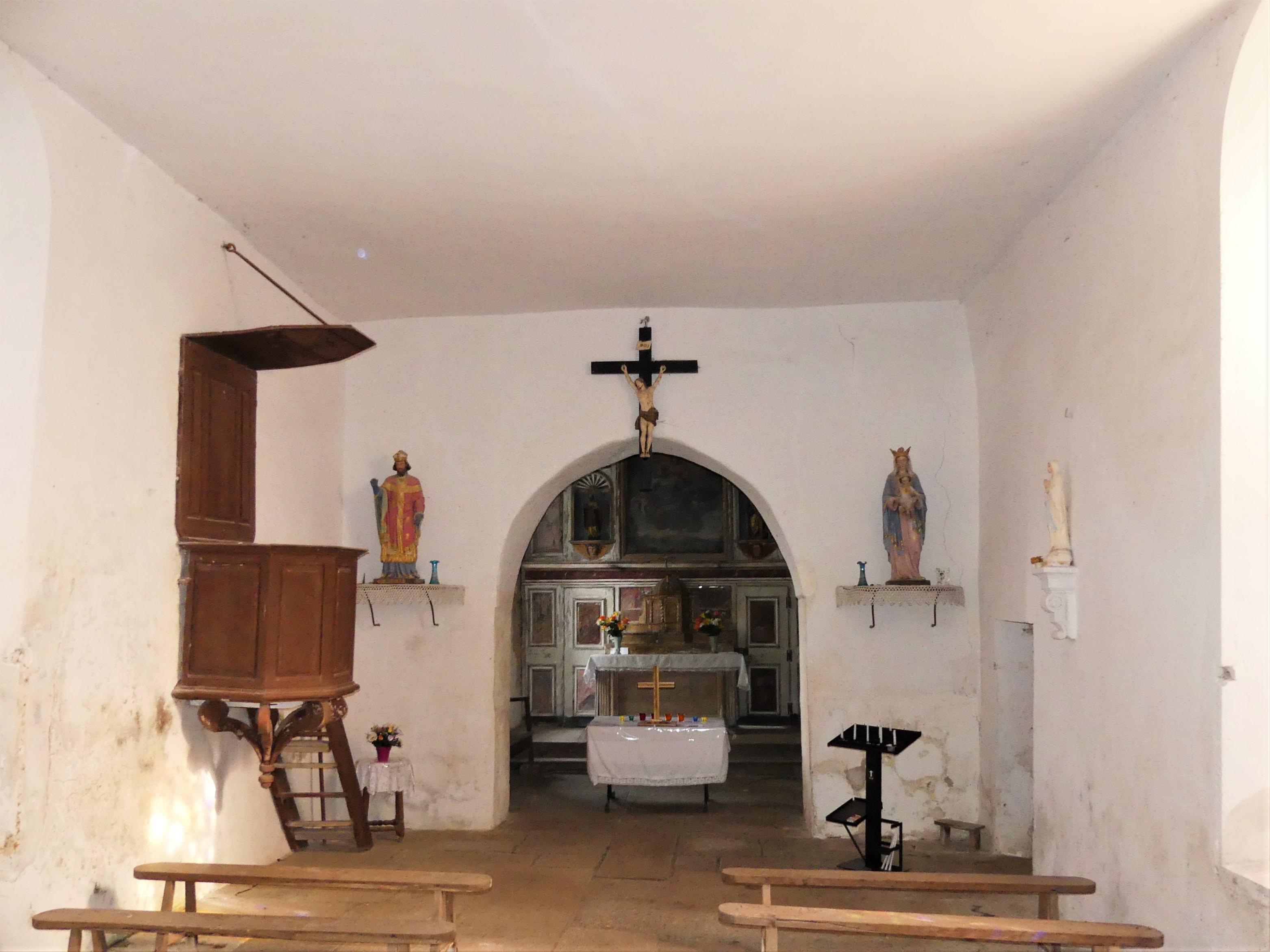
Sa nef.
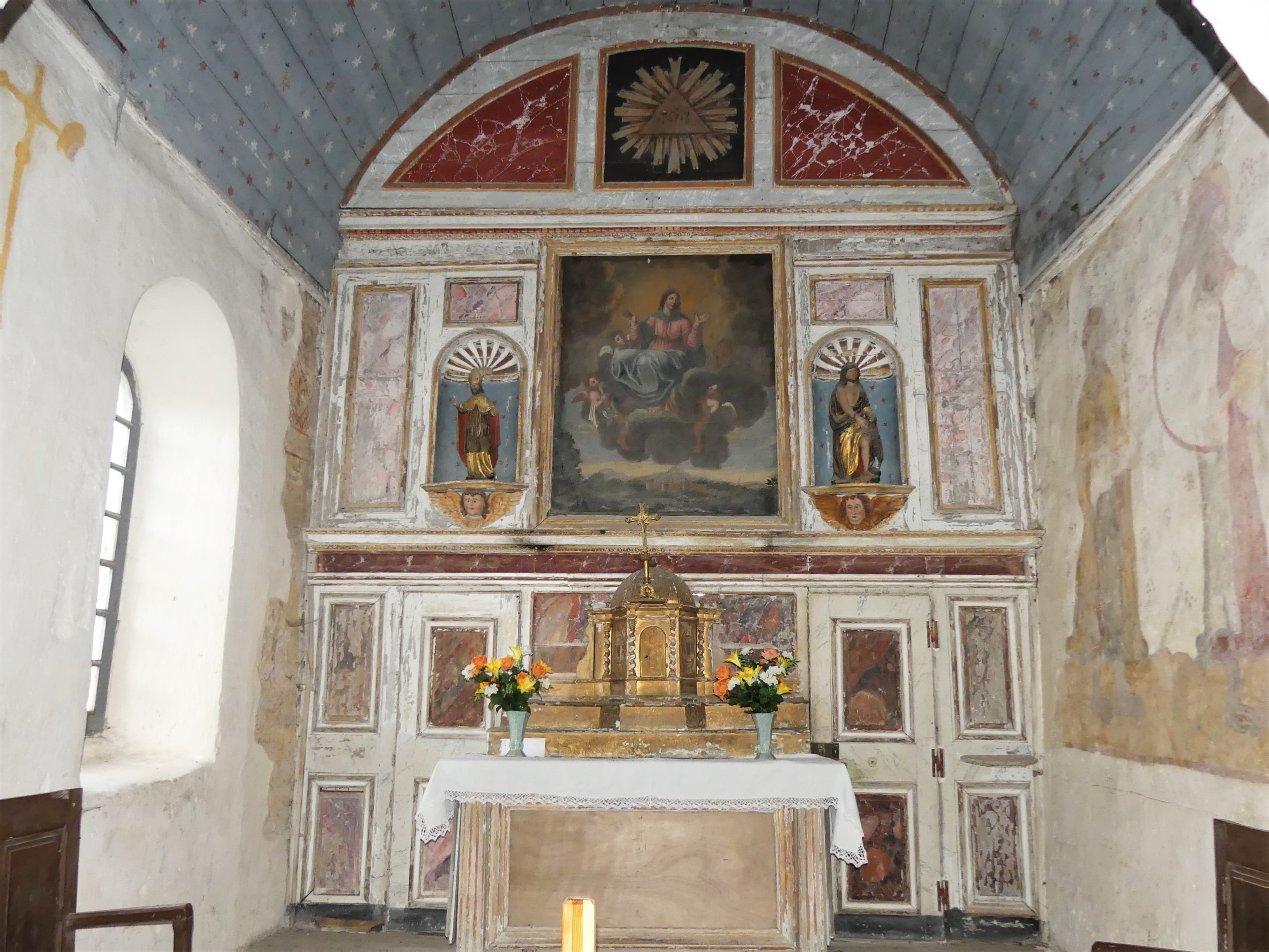
Le maître-autel et son retable.
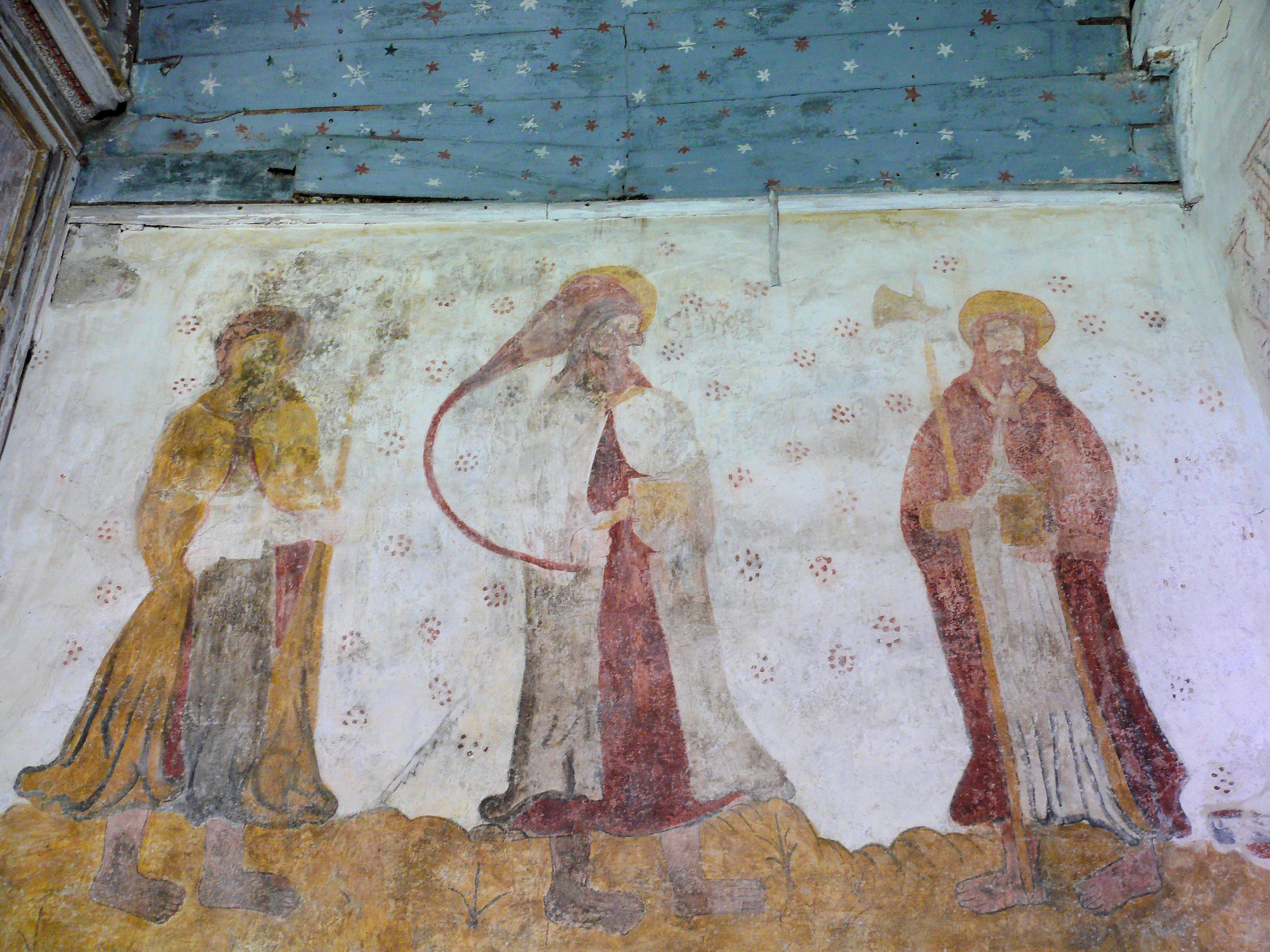
Peinture murale représentant trois apôtres.
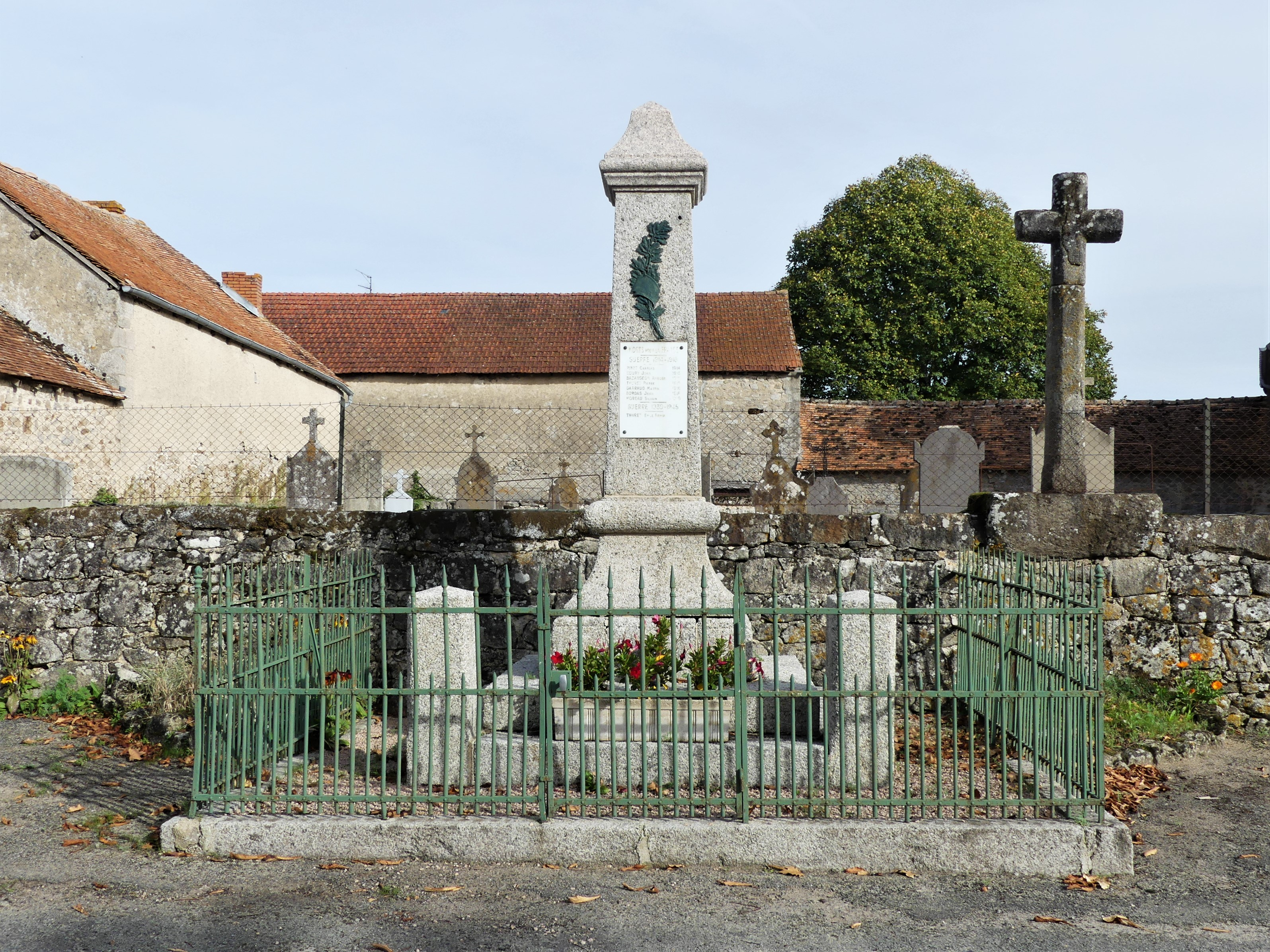
Le monument aux morts.